# Summis desiderantes affectibus

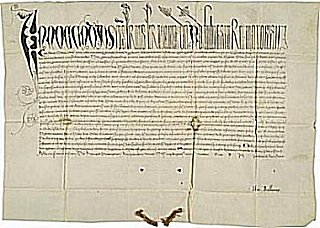
Päpstliche Bulle Summis desiderantes affectibus von 1484

Summis desiderantes affectibus (lateinisch für „In unserem sehnlichsten Wunsche“) ist der Textbeginn und Titel einer päpstlichen Bulle, der sogenannten Hexenbulle aus dem Jahr 1484. Die von dem Papst Innozenz VIII. ausgegebene Bulle wendet sich ausdrücklich gegen den Missbrauch der dämonischen Magie und wurde der Schrift Malleus maleficarum der Kölner Dominikaner Institoris und Sprenger zur Legitimierung vorangestellt.

## Autor
Der spätere Autor des Hexenhammers, Henricus Institoris, wurde mit einem selbstverfassten Schreiben beim Papst (Innozenz VIII.) vorstellig, welcher am 5. Dezember 1484 die Bulle in Form eines Reskripts durch seine Kanzlei ausfertigen ließ. Wie in solchen Fällen üblich, stand das Reskript – mangels der Möglichkeit einer angemessenen Prüfung des in der Eingabe behaupteten Sachverhalts – unter dem Vorbehalt, dass die vom Antragsteller vorgetragenen Behauptungen der Wahrheit entsprächen. Daher wurde der Text der von Institoris selbst verfassten Eingabe übernommen. Damit bestätigte Innozenz als einziger Papst überhaupt – in einem Dokument, das innerkirchlich nur sehr geringe Bedeutung hatte – implizit die Existenz der Hexerei, womit die Bulle in Widerspruch zur gültigen kirchlichen Lehrmeinung (Canon episcopi) stand.

## Zweck und Inhalt
Mit der Hexenbulle plante Institoris, die bis dahin eher mühsame Hexenjagd zu rechtfertigen und zu vereinfachen. Die Bulle verlieh ihm zwar die Vollmacht zur Zurechtweisung, Inhaftierung und Bestrafung verdächtiger Personen, jedoch nicht zur Hexenverbrennung. Als Institoris in Innsbruck eine Hexenverfolgung ins Werk setzen wollte, hatte er auch mit der Bulle keinen Erfolg; der Bischof von Brixen Georg Golser verwies ihn der Diözese. Daraufhin verfasste Institoris den Hexenhammer, dem er die päpstliche Bulle sowie ein Gutachten der theologischen Fakultät der Universität zu Köln (das „schlichtweg als Fälschung“ zu betrachten war) voranstellte, so dass „aufgrund geschickten Taktierens des Verfassers es sich der Öffentlichkeit so darstellte, als genösse der Hexenhammer die Unterstützung des Papsttums, des Kaisers sowie der angesehenen Theologischen Fakultät der Universität Köln“.
Zusammenfassung (Regest) von Hansen 1901: Papst Innozenz VIII. ermächtigt die beiden in Deutschland tätigen Inquisitoren Heinrich Institoris und Jacob Sprenger, gegen die Zauberer und Hexen gerichtlich vorzugehen. Er erklärt den Widerstand, den dieselben seither in Kreisen von Klerikern und Laien bei dieser Tätigkeit gefunden haben, für unberechtigt, da diese Verbrecher tatsächlich unter die Kompetenz der Ketzerrichter gehören, und beauftragt den Bischof von Straßburg, die den Inquisitoren etwa entgegengesetzten Hindernisse durch die Verhängung kirchlicher Zensuren zu beseitigen.

## Ausgaben, Übersetzungen und Literatur
- Joseph Hansen: Quellen und Untersuchungen zur Geschichte des Hexenwahns und der Hexenverfolgung im Mittelalter. Bonn 1901, S. 24–27, Nr. 36 (zitierfähige lateinische Ausgabe; Neudruck Hildesheim 1963).
- Friedrich Merzbacher: Die Hexenprozesse in Franken. 1957 (= Schriftenreihe zur bayerischen Landesgeschichte. Band 56); 2., erweiterte Auflage: C. H. Beck, München 1970, ISBN 3-406-01982-X, S. 24–28 (Hexenbulle und Hexenhammer) und öfter.
- Günter Jerouschek und Wolfgang Behringer (Hrsg.): Der Hexenhammer. Malleus maleficarum. dtv, München 2000, ISBN 3-423-30780-3, S. 101–107 (derzeit maßgebliche deutsche Übersetzung)
- Wolfgang Behringer (Hrsg.): Hexen und Hexenprozesse in Deutschland. 4. Aufl. München 2000, ISBN 3-423-30781-1, S. 88–91 (identischer Text)
- Wolf-Dieter Müller-Jahncke: Zum Magie-Begriff in der Renaissance-Medizin und -Pharmazie. In: Rudolf Schmitz, Gundolf Keil (Hrsg.): Humanismus und Medizin. Acta humaniora, Weinheim 1984 (= Deutsche Forschungsgemeinschaft: Mitteilungen der Kommission für Humanismusforschung. Band 11), ISBN 3-527-17011-1, S. 99–116, hier: S. 109 f.